# Edward George Power Biggs
Edward George Power Biggs (Westcliff-on-Sea, 29 maart 1906 - Cambridge (Massachusetts)), 10 maart 1977), beter bekend als E. Power Biggs, was een concertorganist, klavecinist en opnamekunstenaar.

## Leven en werk
Biggs werd geboren in Westcliff-on-Sea in het Engelse graafschap Essex. Een jaar later verhuisde de familie naar het Isle of Wight. Biggs werd opgeleid in Londen aan de Royal Academy of Music, waar hij studeerde bij G.D. Cunningham. Biggs emigreerde in 1930 naar de Verenigde Staten. In 1932 aanvaardde hij een post aan de Christ Church in Cambridge (Massachusetts), waar hij de rest van zijn leven woonde.
Biggs deed veel om het klassieke pijporgel onder de aandacht te brengen en nam in de 20e eeuw een prominente plaats in bij het bevorderen van de interesse in de orgelmuziek en in de pre-romantische componisten.
Tijdens zijn eerste tournee door Europa, in 1954, voerde Biggs werken uit van Johann Sebastian Bach, Sweelinck, Dietrich Buxtehude en Pachelbel op historische orgels die worden geassocieerd met deze componisten. Tijdens deze tournee nam Biggs veel van deze werken op. Vanaf die tijd was de opvatting van Biggs dat dergelijke muziek idealiter moet worden uitgevoerd op instrumenten die representatief zijn voor het betreffende tijdperk en moet worden gespeeld in de stijlen en de registraties van die tijd of een benadering daarvan. Zo leidde hij de Amerikaanse heropleving van de orgelbouw in de stijl van Europese barok-instrumenten, vooral zichtbaar in de toenemende populariteit van orgels met een mechanische tractuur, analoog aan Orgelbewegung in Europa.
Biggs was een voorstander van instrumenten in de stijl van G. Donald Harrison: een open bouwwijze, 24 registers en elektrische tractuur (in 1937 ontwikkeld door Aeolian-Skinner en opgesteld in Harvard's Busch-Reisinger Museum, Cambridge, Massachusetts) en van het Flentrop orgel met drie manualen en mechanische tractuur, opgesteld in het Harvard's Busch-Reisinger Museum in 1958. Veel van zijn CBS radio-uitzendingen en de Columbia-opnamen werden gemaakt in dit museum. Een ander opmerkelijk instrument dat bespeeld werd door Biggs is het Challis pedaalklavecimbel; Biggs maakte op dit instrument opnames van muziek van J.S. Bach en Scott Joplin.
Tot zijn critici behoorde in die tijd Biggs' rivaal, de concertorganist Virgil Fox, die bekendstond om een meer flamboyante, kleurrijker stijl van uitvoeren. Fox bekritiseerde Biggs' nadruk op historische correctheid en stelde dat Biggs het orgel degradeerde tot een museumstuk. De meeste waarnemers waren het er echter over eens dat Biggs grote verdiensten moeten worden nagegeven voor zijn innovatieve ideeën met betrekking tot het muzikale materiaal dat hij opnam en voor het nog beroemder maken van de orgels die hij bespeelde. Ondanks de verschillende benaderingen van beide kunstenaars, die ieder een succesvolle carrière doormaakten, bereikte Biggs de top in het orgelvak. Naast zijn concert- en opnamepraktijk gaf Biggs les aan de Longy School of Music in Cambridge. In verschillende perioden in zijn carrière bewerkte Biggs een aanzienlijke hoeveelheid orgelmuziek.
Tussen 1942 en 1958 was Biggs gastheer in een wekelijkse radioprogramma over orgelmuziek (uitgezonden in de Verenigde Staten op het CBS Radio Network) waarin hij het publiek kennis liet maken met het pijporgel en de orgelliteratuur.

## Onderscheidingen
- Fellow of the American Academy of Arts and Sciences (1950).[5]
- Een Star op de Hollywood Walk of Fame, voor zijn bijdrage aan de platenindustrie.
- Grammy Award) for Best Chamber Music Performance (1969) (samen met Vittorio Negri, dirigent), E. Power Biggs & the Edward Tarr Ensemble, for Glory of Gabrieli Vol. II — Canzonas for Brass, Winds, Strings and Organ (1969).

## Discografie (selectie)
Biggs maakte gedurende meer dan drie decennia opnames onder de labels Columbia Masterworks Records en RCA Victor.
- Bach: Four Great Toccatas & Fugues
- Works for Organ: Essential Classics
- Bach: Great Organ Favorites
- The Golden Age of the Organ, Columbia Masterworks M2S 697 (A tribute to German organ builder Arp Schnitger)
- Plays Bach in the Thomaskirche, Columbia Masterworks M30648
- E. Power Biggs' Greatest Hits, Columbia Masterworks MS 7269
- Bach Organ Favorites, Columbia Masterworks MS 6261
- Bach Organ Favorites, Vol. 2, Columbia Masterworks MS 6748
- Bach Organ Favorites, Vol. 3, Columbia Masterworks MS 7108
- Bach Organ Favorites, Vol. 4, Columbia Masterworks MS 7424
- Bach Organ Favorites, Vol. 5, Columbia Masterworks M 31424
- Bach Organ Favorites, Vol. 6, Columbia Masterworks M 32791
- Mozart: The Music for Solo Organ — gespeeld op het "Mozart-orgel in Haarlem", Columbia Masterworks MS 6856
- Sweelink: Variations on Popular Songs, Columbia Masterworks AMS 6337
- A Festival of French Organ Music, Columbia Masterworks MS 6307
- Buxtehude at Lüneburg, Columbia Masterworks MS 6944
- Stars and Stripes Forever — Two Centuries of Heroic Music in America, Columbia Masterworks 81507
- The Organ in America, Columbia Masterworks MS 6161
- Historic Organs of England, Columbia Masterworks M 30445
- Historic Organs of France, Columbia Masterworks MS 7438
- Historic Organs of Italy, Columbia Masterworks MS 7379
- Historic Organs of Spain, Columbia Masterworks MS 7109
- Historic Organs of Switzerland, Columbia Masterworks MS 6855
- The Four Antiphonal Organs of the Cathedral of Freiburg, Columbia Masterworks M 33514 (music of Handel, Purcell, Mozart, Buxtehude, et al.)
- Bach on the Pedal Harpsichord, Columbia Masterworks MS 6804
- Bach: The Six Trio Sonatas (Pedal Harpsichord), Columbia Masterworks M2S 764
- Holiday for Harpsichord, Columbia Masterworks ML 6728
- A Mozart Organ Tour, Columbia Masterworks K3L 231
- Bach: The Little Organ Book, Columbia Masterworks KSL 227
- The Art of the Organ, Columbia Masterworks KSL 219
- Heroic Music for Organ, Brass, and Percussion, Columbia Masterworks MS 6354
- Mozart: Festival Sonatas for Organ and Orchestra, Columbia Masterworks MS 6857
- Haydn: The Three Organ Concertos, Columbia Masterworks MS 6682
- The Magnificent Mr. Handel, Columbia Masterworks M 30058
- The Organ in Sight and Sound, Columbia Masterworks KS 7263 (A technical discussion of the organ and its history)
- The Organ Concertos of Handel, Nos. 1–6, Columbia Masterworks K2S 602 (with Sir Adrian Boult)
- The Organ Concertos of Handel, Nos. 7–12, Columbia Masterworks K2S 604 (with Sir Adrian Boult)
- The Organ Concertos of Handel, Nos. 13–16, Columbia Masterworks K2S 611 (with Sir Adrian Boult)
- The Organ, Columbia Masterworks DL 5288
- Camille Saint-Saëns: Symfonie nr. 3 c-moll op.78 (Orgelsymfonie), CBS Maestro 61035 (Philadelphia Orchestra/Eugene Ormandy
- Bach at Zwolle, Columbia Masterworks KS-6005
- Famous Organs of Holland and North Germany, Columbia Masterworks M31961
- Music of Jubilee, Columbia Masterworks ML 6015 (Bach Sinfonias, with Zoltan Rozsnyai)
- Soler: Six Concerti for Two Organs, Columbia Masterworks ML 5608 (with Daniel Pinkham)
- Plays Scott Joplin on the Pedal Harpsichord, Columbia Masterworks M32495
- Heroic Music for Organ, Brass & Percussion, Columbia Masterworks MS 6354 (with the New England Brass Ensemble)
- Music for Organ and Brass — Canzonas of Gabrieli and Frescobaldi, Columbia Masterworks MS 6117
- Mendelssohn in St. Paul's Cathedral, Columbia Masterworks MS 6087
- The Glory of Gabrieli Columbia Masterworks MS-7071
- What Child Is This? Traditional Christmas Music, Columbia Masterworks MS 7164
- Bach: Toccata in D Minor, Bach's Toccata in D Minor recorded on 14 of Europe's finest organs, Columbia Masterworks ML 5032